# Porvay János
Porvay János József Mária (1943-ig Prigly János, Baja, 1906. január 3. – Kalocsa, 1987. június 10.) római katolikus pap, plébános, hittanár, érseki tanácsos.

## Felmenői, családja
Édesapja, Prigl Károly és Katona Terézia fia, Prigly Károly (Baja, 1855. február 11. - ) banki pénztárnok. Édesanyja Hay János (Babarc, 1844. január 21. - Baja, 1900. július 17.) érseki uradalmi bérlő és Csihás Erzsébet lánya, Hay Gizella Karolina (Bezdán, 1869. július 12. - ).
Testvérei:
- Jenő Béla Károly (Baja, 1888. szeptember 12. - ), a Pécsi Ítélőtábla bírája, felesége: Baja, 1916. május 1. Major Margit (Zombor, 1892. szeptember 25. - Pécs, 1970. január 20.), Major Máté Kossuth-díjas magyar építész nővére
- Antal Imre (Baja, 1890. március 3. - Eperjes, 1915. szeptember), festőművész
- Ferenc Miklós (Baja, 1891. november 22. - Pécs, 1976. augusztus 20.), főhadnagy, felesége: Győr, 1920. augusztus 24. alsó- és felsőruschbachi Matavovszky Katalin ( - Pécs, 1973. október 11.)
- Béla Mária (Baja, 1900. február 22. - ), gazdatiszt, felesége: Kéthely, 1927. január 22. Szakovits Terézia Ilona Anna Margit (Kéthely, 1906. december 30. - )

## Tanulmányai, pályafutása
Gimnáziumi tanulmányait 1916 és 1924 között szülővárosában, Baján végezte. Teológiát 1924 és 1929 között a Magyar Királyi Pázmány Péter Tudományegyetemen hallgatott.
Pappá szentelését Zichy Gyula kalocsai érsek végezte Kalocsán 1929. június 9-én. 1929-től káplánként működött Bácsbokodon, 1930-tól Jánoshalmán, majd 1931-től ismételten Bácsbokodon. 1931. szeptemberében nevezték ki a kalocsai Tanítók Házának tanulmányi felügyelőjévé. 1932. augusztusában nevezték ki a Kalocsai Érseki Római Katolikus Tanítóképző Intézet hittanárává. 1935-től hittanárként működött a Bajai Állami Tanítóképző Intézetben.  1938-tól a bajai Szent Imre Kollégium igazgatója. A második világháború idején tábori lelkészként szolgált. 1944 és 1946 hadifogságban volt a németországi Plankstetten kolostorában. 1946. szeptemberétől ismételten a Bajai Állami Tanítóképző Intézet oktatója. 1946 és 1947 között Grősz József kalocsai érsek tanácsosa. 1954. április 4-től a bajai Szent János Plébánián, 1960-tól a Szent Antal Plébánián szolgált. 1964 és 1965 között a bajai Belvárosi Plébánia plébánosa. 1979-ben nyugdíjba vonult.

## Halála
1987. június 10-én hunyt el Kalocsán, sírja a bajai Rókus temetőben van.

## Származása
| Porvay János (Baja, 1906. január 3. - Kalocsa, 1987. június 10.) pap, plébános, hittanár, érseki tanácsos | Apja: Prigly Károly (Baja, 1855. február 11. - ) banki pénztárnok | Apai nagyapja: Prigl Károly ( - Baja, 1884. július 6.)                                              | Apai nagyapai dédapja:                                                     |
| Porvay János (Baja, 1906. január 3. - Kalocsa, 1987. június 10.) pap, plébános, hittanár, érseki tanácsos | Apja: Prigly Károly (Baja, 1855. február 11. - ) banki pénztárnok | Apai nagyapja: Prigl Károly ( - Baja, 1884. július 6.)                                              | Apai nagyapai dédanyja:                                                    |
| Porvay János (Baja, 1906. január 3. - Kalocsa, 1987. június 10.) pap, plébános, hittanár, érseki tanácsos | Apja: Prigly Károly (Baja, 1855. február 11. - ) banki pénztárnok | Apai nagyanyja: Katona Terézia                                                                      | Apai nagyanyai dédapja:                                                    |
| Porvay János (Baja, 1906. január 3. - Kalocsa, 1987. június 10.) pap, plébános, hittanár, érseki tanácsos | Apja: Prigly Károly (Baja, 1855. február 11. - ) banki pénztárnok | Apai nagyanyja: Katona Terézia                                                                      | Apai nagyanyai dédanyja:                                                   |
| Porvay János (Baja, 1906. január 3. - Kalocsa, 1987. június 10.) pap, plébános, hittanár, érseki tanácsos | Anyja: Hay Gizella Karolina (Bezdán, 1869. július 12. - )         | Anyai nagyapja: Hay János (Babarc, 1844. január 21. - Baja, 1900. július 17.) érseki uradalmi bérlő | Anyai nagyapai dédapja: Hay János (Fazekasboda, 1815. január 8. - ) tanító |
| Porvay János (Baja, 1906. január 3. - Kalocsa, 1987. június 10.) pap, plébános, hittanár, érseki tanácsos | Anyja: Hay Gizella Karolina (Bezdán, 1869. július 12. - )         | Anyai nagyapja: Hay János (Babarc, 1844. január 21. - Baja, 1900. július 17.) érseki uradalmi bérlő | Anyai nagyapai dédanyja: Krämer Ágnes                                      |
| Porvay János (Baja, 1906. január 3. - Kalocsa, 1987. június 10.) pap, plébános, hittanár, érseki tanácsos | Anyja: Hay Gizella Karolina (Bezdán, 1869. július 12. - )         | Anyai nagyanyja: Csihás Erzsébet (Apatin, 1846. július 9. - )                                       | Anyai nagyanyai dédapja: Csihás Antal ( - Szond, 1891. december 8.)        |
| Porvay János (Baja, 1906. január 3. - Kalocsa, 1987. június 10.) pap, plébános, hittanár, érseki tanácsos | Anyja: Hay Gizella Karolina (Bezdán, 1869. július 12. - )         | Anyai nagyanyja: Csihás Erzsébet (Apatin, 1846. július 9. - )                                       | Anyai nagyanyai dédanyja: Payerle Katalin                                  |